# Громовой, Юрий Викторович
Юрий Викторович Громовой (7 мая 1963, Купянск, Харьковская область) — советский и российский футболист, полузащитник.
Воспитанник футбольной школы «Металлург» Купянск, первый тренер Юрий Александрович Гречанников. Выступал за клуб в первенстве КФК. В 1987—1990, 1994 годах играл во второй и второй низшей лигах за «Дружбу» Йошкар-Ола — 117 матчей, шесть голов. Играл в первенстве России на любительском уровне за «Диану» Волжск (1993, 1994), «Буревестник» Йошкар-Ола (1994). В июне — августе 1995 года провёл 10 матчей за клуб чемпионата Казахстана «Горняк» Хромтау. Забил четыре гола, три — в первых трёх матчах.
В середине 2000-х выступал в чемпионате Харькова среди ветеранов за команду «Свет шахтёра».